# 남강 (경상남도)

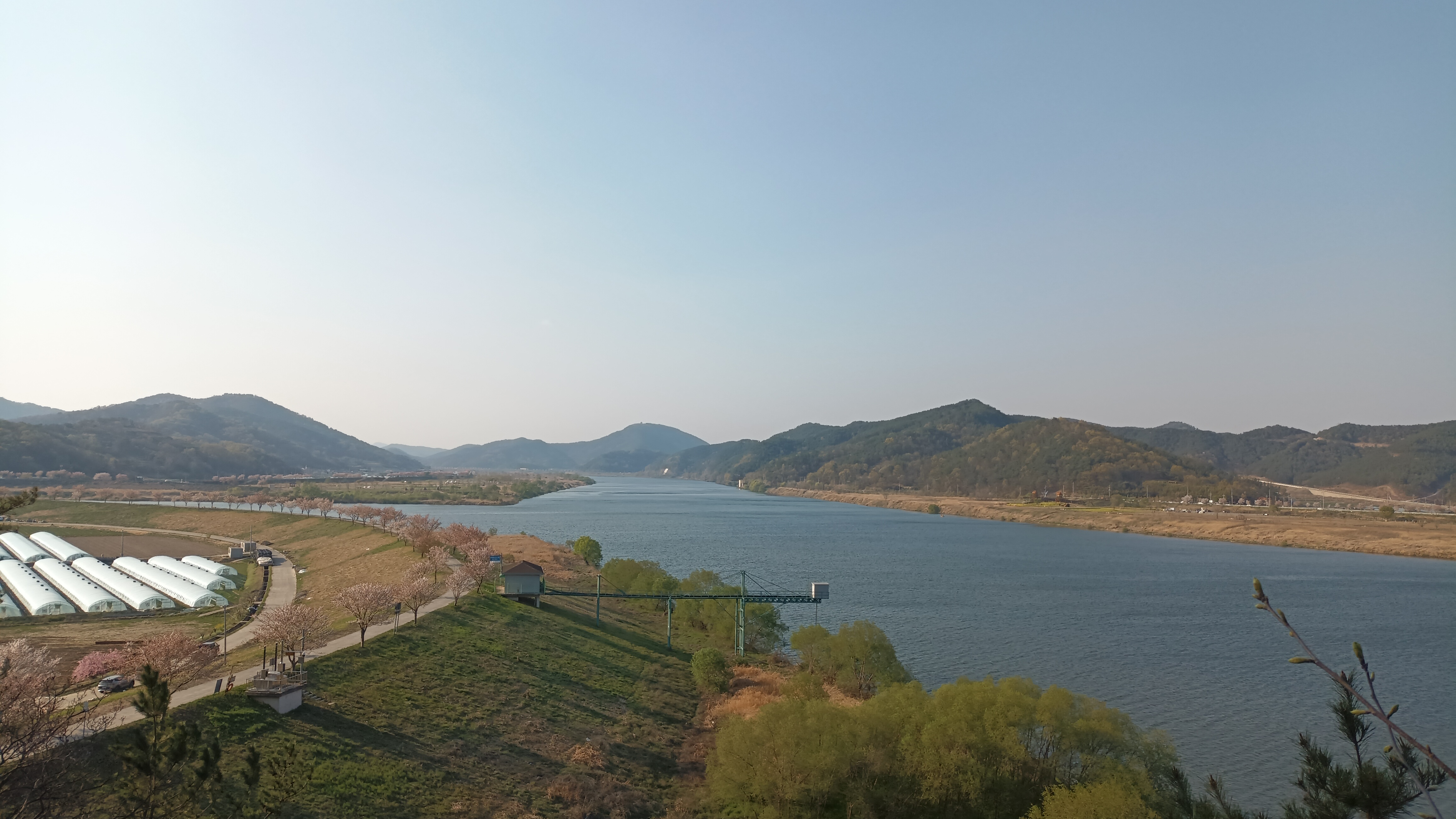
함안군 대산면 합강정 부근, 낙동강과 남강이 합류하는 곳이다. 왼쪽이 남강이다.

남강(南江)은 대한민국 경상남도 남부를 흐르며, 진주시를 관통하는 낙동강의 지류이다. 함양군 서상면 남덕유산에서 발원하는 남계천으로 시작하며, 함양 위천이 합류하면서 국가하천으로 바뀌며 진양호(晉陽湖)로 흘러들어 진주시내를 가로질러 흘러간다. 함안군과 의령군의 군계를 따라 흘러가다가 창녕군 남지읍 대안에서 낙동강에 합류한다. 지류로는 덕천강, 함안천, 함양 위천, 양천강, 영천강 등이 있다. 덕천강과 함안천만 국가하천이고 나머지는 지방하천이다. 진양호 상류에 있는 경호강은 남강 본류 역할을 한다.

## 역사

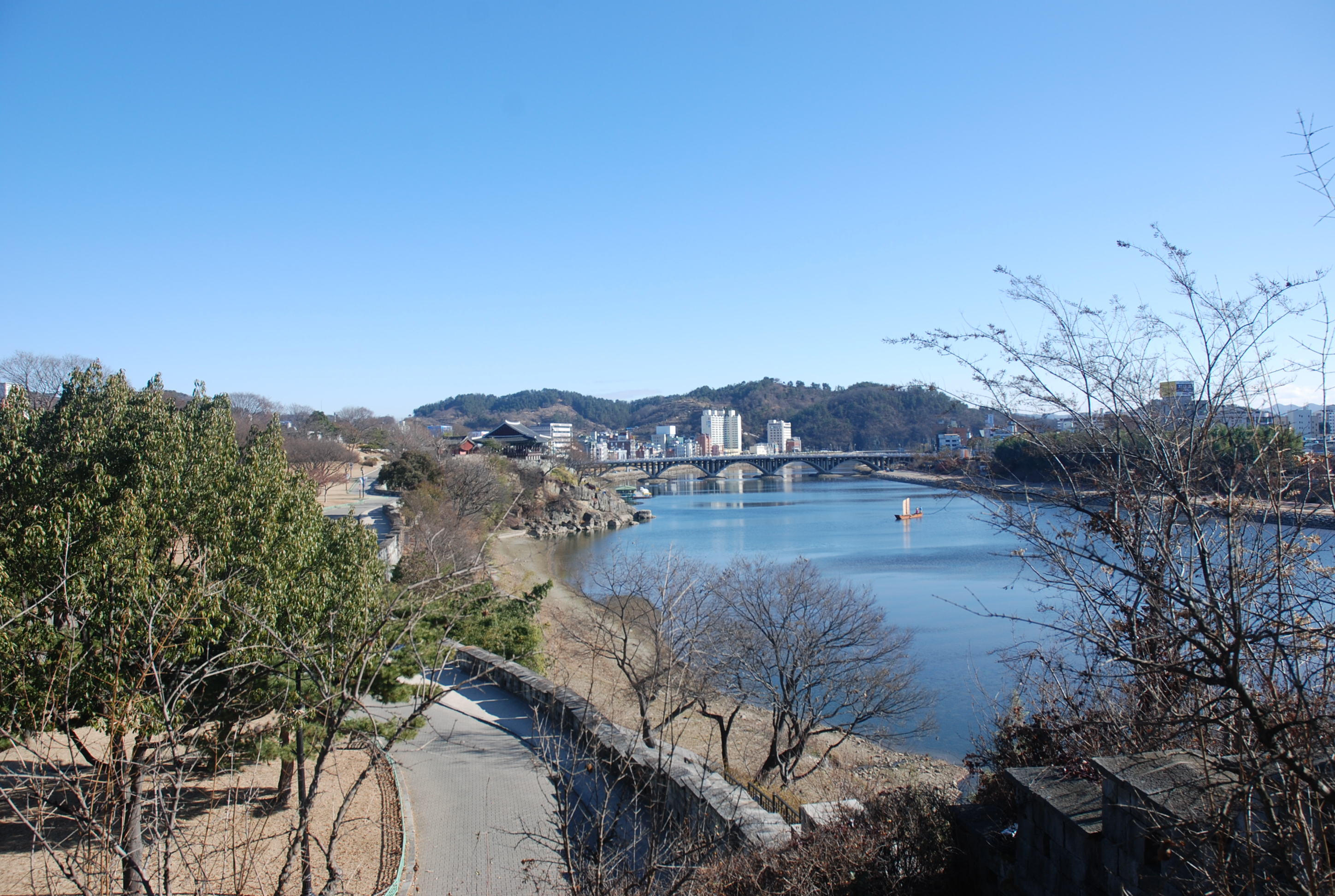
진주성과 남강

진주 시내를 가로지르는 남강 변에는 강을 뒤로 하여 진주성이 있으며, 논개가 왜장 게야무라 로쿠스케를 안고 빠져죽은 의암이 있고, 남강 다리에는 이를 기념하기 위해, 교각마다 논개의 가락지를 상징하는 두 개의 고리가 있다. 1593년 임진왜란 제2차 진주성 전투에서 지휘대인 진주 촉석루도 일본군과 끝까지 항전을 하다 김천일, 최경회 등이 분루를 삼키고 백제의 낙화암처럼 수많은 순국열사들이 몸을 던진 곳이다.

## 유등축제

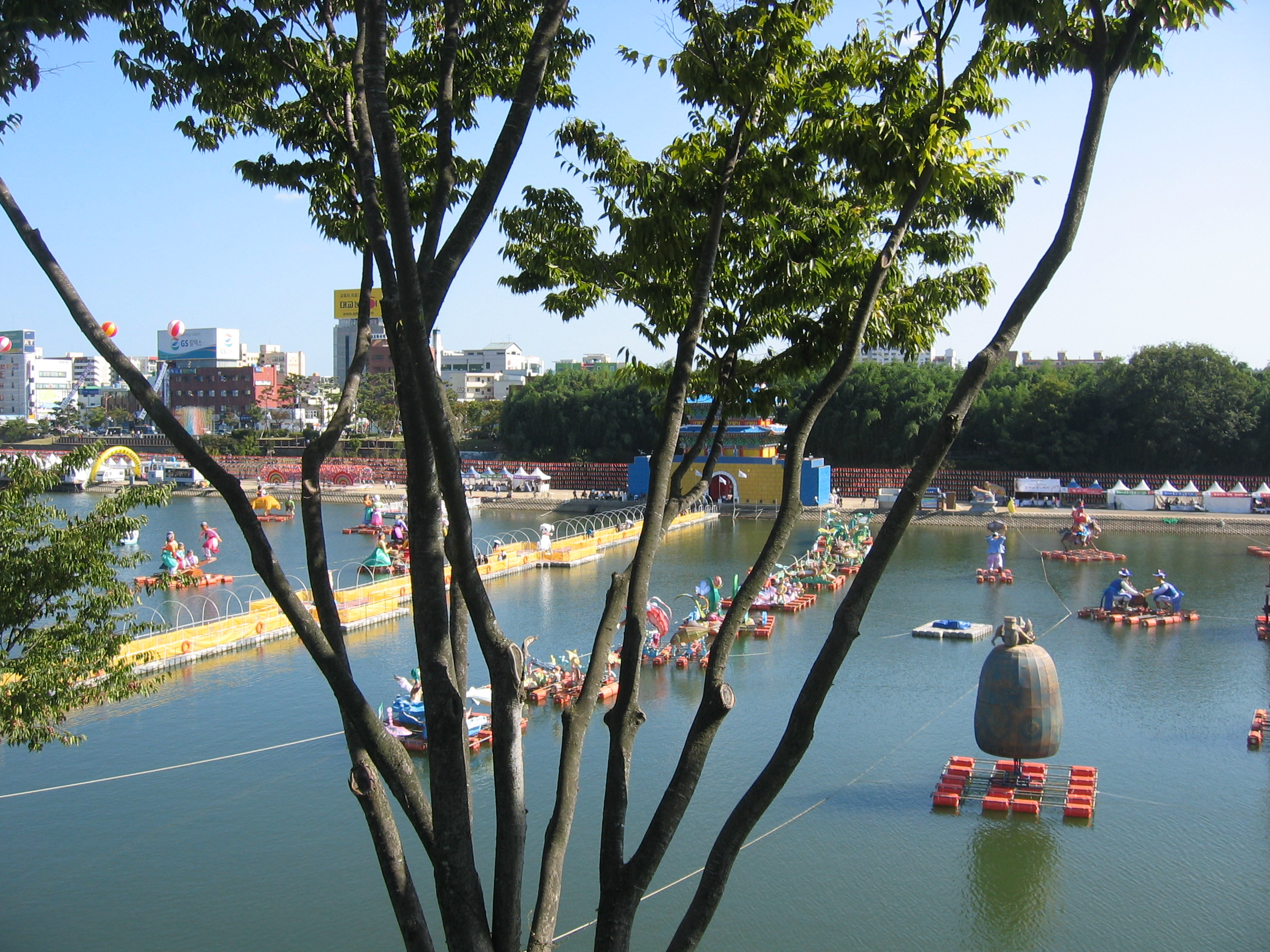
진주남강유등축제

1592년 10월 충무공 김시민 장군이 3,800여명의 군관민으로 일본군 2만대군을 물리친 진주대첩을 거두었다. 이때 성 밖의 의병과 지원군들과 햇불과 함께 남강에 등불을 띄워 남강을 건너려는 일본군을 저지하는 전술을 사용했는데, 이것에서 유래되었다. 1593년 6월 29일 일본군의 제2차 진주성 전투 때 7만의 민관군이 순국하였고, 그것을 달래기 위한 진혼의식과 더불어 가정과 국가의 안녕을 기원하는 기원의식으로 개천예술제에서 유등띄우기 행사를 하였다.
유등의식은 2002년 10월부터 대규모로 발전하였으며, 진주남강유등축제로 발전되었다. 2003년 문화관광 축제로 선정되면서 전국적인 규모의 축제로 발전되었다. 2008년 일본 여행 전문지 BBB의 10월의 축제로 선정되기도 했다. 2006년부터 2008년까지 문화관광부 지정 최우수 축제로 선정되었다.

## 같이 보기
- 진주 의암
- 논개
- 진주 촉석루